# Frank Miller
Frank Miller (født 27. januar 1957 i Olney, Maryland, USA) er en amerikansk tegneserietegner og -forfatter. Han er i Danmark bedst kendt for sin tegneserie Sin City, som i 2005 udkom i filmatiseret version. Frank Miller spiller her selv en bi-rolle (som præst).
Af andre af hans bemærkelsesværdige arbejder kan nævnes:
- Ronin
- Daredevil
- Batman: The Dark Knight Returns
- 300.